# Martin Rázus
Martin Rázus, alias Mrazák, né le 18 octobre 1888 à Liptovský Mikuláš et mort le 8 août 1937 à Brezno, est un écrivain de contes de fées slovaque, romancier, essayiste, dramaturge, publiciste, politicien et pasteur évangélique. 

## Biographie
Martin Rázus naît dans le village de Vrbica, qui fait aujourd'hui partie de Liptovský Mikuláš, dans une famille d'ouvriers - son père est ouvrier dans une tannerie. Il étudie à Liptovský Mikuláš, à Kežmarok et au séminaire théologique de Bratislava. Pendant un certain temps, il travaille Texte en italiquedans une étude théologique à Édimbourg.

## Œuvres
Il écrit ses premiers poèmes à l'école primaire, mais ne commence à les publier qu'en 1911, dans diverses revues. Il écrit principalement de la poésie et de la prose, mais sa production comprend également deux pièces de théâtre.